# 油羅
油羅，是臺灣新竹縣橫山鄉的一個傳統地域名稱，位於該鄉中部偏南。相較於今日行政區，其範圍大致為豐田村北大半部。

## 歷史
台灣清治末期至日治初期，油羅地區為一街庄，稱為「油羅庄」，隸屬於竹北一堡。該庄北以油羅溪主流、支流及沙洲地與大肚庄、南河庄為界，東及南與蕃地為鄰，西邊為大山背庄、頭份林庄。
1901年（日治明治三十四年）11月，全台廢縣廳改設二十廳，該庄隸屬於新竹廳。1909年（明治四十二年）10月，合併二十廳為十二廳，該庄隸屬不變。1920年（大正九年），廢十二廳改設五州二廳，該庄改制為「油羅」大字，隸屬於新竹州竹東郡橫山庄。
戰後橫山庄改制為橫山鄉，隸屬於新竹縣，大字亦改制為村。1950年桃、竹、苗分治，橫山鄉隸屬不變。

## 交通
鄉道竹35線是橫山至瑞豐的道路，大致以縱向轉橫向再轉東北—西南走向蜿蜒經過本地區中西部，向北經跨越油羅溪的增昌大橋後轉西北可前往橫山市區並止於省道台3線路口，向西南可前往大山背、濫子、上坪的瑞峰並止於縣道122號路口。